# Maria Lätitia

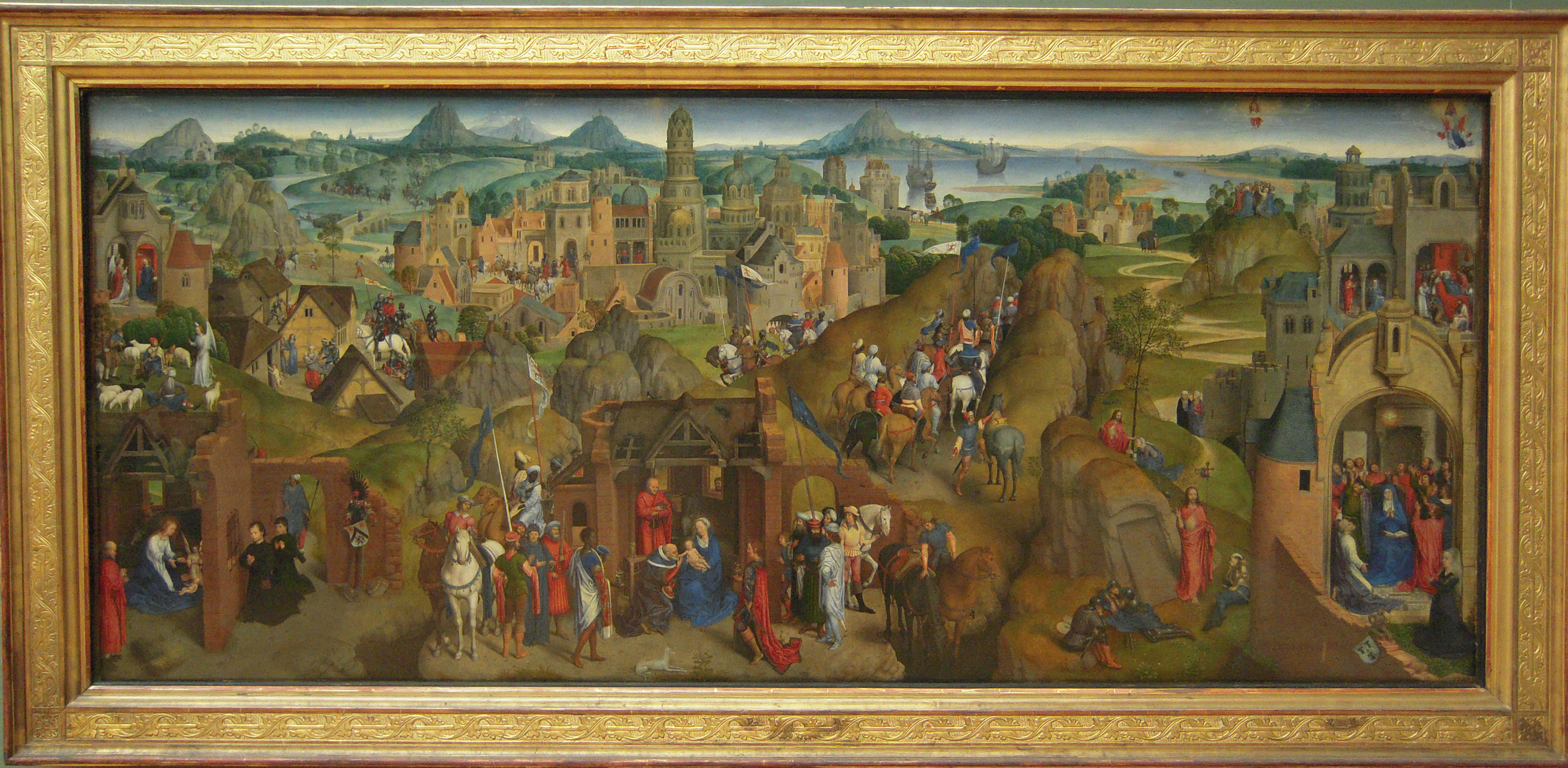
Die sieben Freuden Mariens (Hans Memling, 1480)

Maria Lätitia (lat. lætitia, ‚Freude‘) war ein Fest der römisch-katholischen Kirche am 5. Juli. Es erinnerte an die „sieben Freuden Mariens“ und bildete damit den Gegenpol zu den sieben Schmerzen Mariens.

## Geschichte
Das Fest wurde bereits im Mittelalter gefeiert. Eine der ersten bekannten Überlieferungen ist die 1265 verfasste Schrift Los VII gauz da nostra dona (Die sieben Freuden unserer lieben Frau) des Papstes Clemens IV. 1906 nahm Papst Pius X. das besonders in den franziskanischen Orden beliebte Fest in den Kalender der römisch-katholischen Kirche auf. Heute ist es allerdings wieder aus dem Festkalender gestrichen.

## Die sieben Freuden Mariens
Die sieben Freuden Mariens sind:
- die Verkündigung
- die Heimsuchung
- die Geburt Jesu
- die Anbetung der Weisen
- das Wiederauffinden des zwölfjährigen Jesus im Tempel
- die Auferstehung Jesu
- Mariä Aufnahme in den Himmel